# Hermann Dihle
Hermann Dihle (* 25. Mai 1873 in Nordhausen; † 3. November 1944 in Göttingen) war ein deutscher Verwaltungsjurist.

## Leben
Nach dem Studium der Rechtswissenschaft in Lausanne, Halle (Saale), Leipzig und Berlin und dem Referendariat in Berlin arbeitete Dihle ab 1896 als Regierungsassessor in Geestemünde, Bezirk Oppeln. Von März 1907 bis August 1912 war er Landrat im Landkreis Zabrze in Oberschlesien. 1913 ging er als Präsident der Domänenkammer des Fürstentums Waldeck nach Arolsen, wo er zugleich Konsistorialpräsident der Evangelischen Landeskirche in Waldeck wurde. Als das vom Fürsten eingesetzte Konsistorium 1921 nach dem Wegfall des Landesherrlichen Kirchenregiments zum Landeskirchenrat umgebildet wurde, blieb Dihle auch dessen Präsident. Als Leiter seiner Landeskirche war er Mitglied im Deutschen Evangelischen Kirchenausschuss, dem Exekutivorgan des Deutschen Evangelischen Kirchenbundes. Als der Freistaat Waldeck 1929 im Freistaat Preußen aufging, wurde Dihle als Staatsbeamter in den Ruhestand versetzt, behielt sein kirchliches Amt jedoch bei.
Dihle, der für die Deutschnationale Volkspartei lange Jahre im Arolser Gemeinderat saß, stand dem vor allem von der NSDAP und ihrer Kirchenpartei „Deutsche Christen“ betriebenen Anschluss seiner Kirche an die Evangelische Landeskirche in Hessen-Kassel kritisch gegenüber und versuchte, die kirchliche Selbständigkeit zu verteidigen. Deshalb arrangierte die NSDAP am 17. Januar 1934 eine Kundgebung in Arolsen, auf der sein Rücktritt gefordert und anschließend sein Haus belagert wurde. Dihle und seine Ehefrau ließen sich zum eigenen Schutz in Haft nehmen. Reichsbischof Ludwig Müller nahm dies am nächsten Tag zum Anlass, ihn zusammen mit dem gesamten Landeskirchenrat für abgesetzt zu erklären. Sein Bevollmächtigter Heinrich Happel versetzte ihn Ende Februar zwangsweise in den Ruhestand.
Dihle war mit der Konzertsängerin Frieda Dihle, geb.  von Reden (1882–1944) verheiratet, mit der er drei Kinder hatte, eine Tochter und zwei Söhne, von denen der ältere im II. Weltkrieg fiel und der jüngere, Albrecht Dihle, schwer verwundet zurückkehrte, Klassische Philologie studierte und später Professor für Gräzistik zunächst in Köln, danach in Heidelberg wurde.